# I Флавиев легион Миротворец
I Флавиев легион Миротворец (на латински: Legio I Flavia Pacis) e легион на късната Римска империя. Принадлежи към т. нар. комитатензи (Comitatenses, редовна полева армия).
Сформиран е с Legio II Flavia Virtutis и Legio III Flavia Salutis от Констанций I Хлор (293–305) след победата му против узурпаторите Караузий и Алект като лимитанеи под главното командване на dux tractus Armorikani et Nervicani да пази галския Атлантически бряг от пирати.
Според някои учени е сформиран след 312 г. от Константин Велики (306–337) или дори по-късно от Констанций II (337–361).
Флавий Теодосий, бащата на Теодосий I (379–395), измества легиона през 373 г. в Северна Африка, за да премахне узурпатора Фирм.
Една част от легиона е изместена през 389 г. в Британия и стационирана в Magis. През 407 г. тази част е изместена в и през 413 г. е в Saletio (Seltz, Елзас).
През ранния 5 век Notitia dignitatum споменава легиона като comitatenses под командването на magister peditum.